# Список маріупольців зі званням Героя

Пам'ятник з іменами 38-ми маріупольців, Героїв Радянського Союзу

## Герої Радянського Союзу
- Андрюшок Микола Васильович
- Барков Микола Федорович
- Бахчиванджі Григорій Якович
- Волосатов Іван Кирилович
- Герасимов Микола Семенович
- Гребнєв Андрій Феоктистович
- Григоренко Михайло Георгійович
- Григорович Леонід Андрійович
- Губенко Антон Олексійович
- Єрмаков Афанасій Іванович
- Жердєв Микола Прокопович
- Жоров Семен Васильович
- Калабун Валентин Васильович
- Карась Сава Леонтійович
- Кармановський Іван Прокопович
- Коз'яков Микола Юхимович
- Кортунов Олексій Кирилович
- Костюченко Петро Андрійович
- Курилов Володимир Ілліч
- Лановенко Марк Трохимович
- Линник Михайло Васильович
- Литвиненко Григорій Євлампійович
- Лорін Михайло Васильович
- Лунін Микола Олександрович
- Матвєєв Микола Пантелійович
- Мерзляк Іван Дмитрович
- Моїсеєнко Анатолій Степанович
- Московченко Григорій Савелійович
- Нестеренко Дмитро Якимович
- Нефьодов Петро Прохорович
- Пироженко Степан Матвійович
- Сміщук Роман Семенович
- Тахтаров Ілля Федорович
- Ткачов Микола Семенович
- Філіпських Євген Федорович
- Шамрай Михайло Семенович
- Шестаков Максим Кузьмович
- Якименко Антін Дмитрович

## Герої Соціалістичної Праці

Г. Я. Горбань

- Абашкін Володимир Дмитрович — бригадир монтажників Жданівського спеціалізованого управління № 118 тресту «Азовстальконструкція».
- Альошин Юрій Федорович — засновник і перший голова комітету спілки ветеранів війни Жовтневого району.
- Бодашевський Михайло Степанович — бригадир будівельників у управлінні № 4 тресту «Азовстальбуд».
- Васильєв Петро Іванович — майстер мартенівського цеху ММК ім. Ілліча.
- Гнений Петро Демидович — технолог обтискного цеху комбінату «Азовсталь».
- Голубєв Іван Петрович — засновник комбінату «Жданівбуд».
- Гонда Михайло Степанович — депутат Верховної Ради УРСР.
- Горбань Григорій Якович — двічі Герой Соціалістичної Праці, член ЦК КПРС.
- Гузій Сергій Єфремович — господарський діяч.
- Дерев'янко Олексій Лукич — старший майстер ММК ім. Ілліча.
- Зуєв Григорій Якович — токар МСБ-1 заводу «Ждановтяжмаш».
- Карпов Володимир Федорович — директор виробничого об'єднання «Ждановтяжмаш».
- Клименко Володимир Павлович — майстер виробничого навчання в базовому ПТУ-99 ММК ім. Ілліча.
- Козел Анатолій Кіндратович — токар-розточувальник термічного цеху № 1 заводу «Ждановтяжмаш».
- Коротка Марія Федосіївна — майстер виробничого навчання середнього професійно-технічного училища № 1.
- Куликов В'ячеслав Онуфрійович — колишній директор ММК ім. Ілліча.
- Лепорський Володимир Володимирович — директор металургійного комбінату «Азовсталь», Заслужений металург України.
- Лут Іван Андрійович — старший майстер ММК ім. Ілліча.
- Поборчий Олександр Павлович — керуючий відбудовою заводу «Азовсталь» у повоєнні роки.
- Потапченко Іван Єфстафійович — керівник будівництва доменної печі № 3 «Ждановської-Комсомольської».
- Страхов Єгор Трохимович — старший вальцувальник цеху № 6 ММК ім. Ілліча.
- Титаренко Олексій Антонович — партійний і господарський діяч УРСР.
- Черняк Іван Дмитрович — Заслужений металург України.
- Чеховський Павло Андрійович — старший майстер рейково-балочного цеху заводу «Азовсталь».
- Шеховцов Олексій Митрофанович — токар цеху № 15 виробничого об'єднання «Ждановважмаш».
- Шкуропат Василь Андрійович — сталевар заводу «Азовсталь».

## Герой України
- Бойко Володимир Семенович — голова правління ММК ім. Ілліча, лауреат Державної премії України, депутат Верховної Ради України двох скликань,  заслужений металург України, ініціатор великих інновацій на комбінаті.
- Мельников Василь Олександрович — десантник, пожертвував своїм життям, рятуючи студента-парашутиста.